# 1000-km-Rennen von Paris 1968

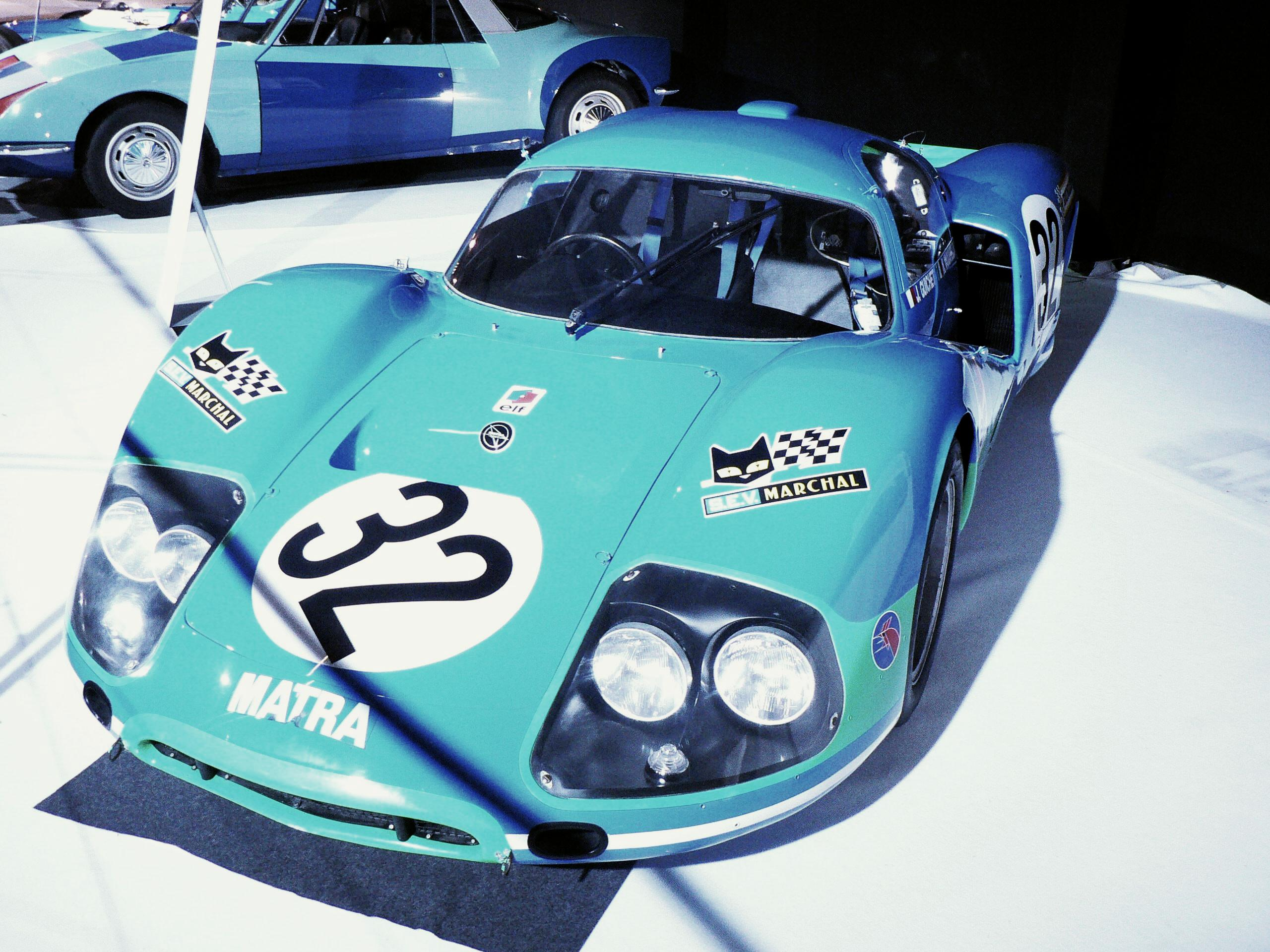
Matra MS630

Das achte  1000-km-Rennen von Paris, auch Les 1000 km de Paris (Course International de Vitesse D'Endurance), Linas-Montlhéry, fand am 13. Oktober 1968 auf dem Autodrome de Linas-Montlhéry statt. Das Rennen zählte zu keiner Rennserie.

## Das Rennen
Erneut fand das 1000-km-Rennen von Paris ohne einen Meisterschaftsstatus statt. Dennoch meldete Porsche drei Werkswagen. Im Rennen hatten die Werks-908 so gut wie keine Gegner und zwei der drei Wagen feierten einen überlegenen Doppelsieg. Hans Herrmann und Rolf Stommelen siegten mit dreißig Sekunden Vorsprung auf die Teamkollegen Vic Elford und Rudi Lins.
Einziger ernstzunehmender Konkurrent für Porsche war der Werks-Matra MS630 von Jean-Pierre Beltoise und Johnny Servoz-Gavin. Der Prototyp fiel jedoch schon nach 14 Runden wegen einer defekten Ölpumpe aus.

## Ergebnisse

### Schlussklassement
| 1               | P  | 12 | Porsche System                 | Hans Herrmann Rolf Stommelen             | Porsche 908          | 128 |
| 2               | P  | 14 | Porsche System                 | Vic Elford Rudi Lins                     | Porsche 908          | 128 |
| 3               | S  | 5  | Peter Sadler                   | Peter Sadler Willie Green                | Ford GT40            | 122 |
| 4               | P  | 9  | Société des Automobiles Alpine | Jean Guichet Henri Grandsire             | Alpine A220          | 122 |
| 5               | P  | 18 |                                | Joakim Bonnier Masten Gregory            | Porsche 910          | 121 |
| 6               | P  | 10 | Société des Automobiles Alpine | Patrick Depailler Gérard Larrousse       | Alpine A220          | 121 |
| 7               | P  | 16 |                                | Karl von Wendt Willi Kauhsen             | Porsche 910          | 121 |
| 8               | S  | 4  | Jean Blaton                    | Jean Blaton Hughes de Fierlant           | Ford GT40            | 120 |
| 9               | P  | 15 |                                | Hans-Dieter Dechent Udo Schütz           | Porsche 907 2.2      | 119 |
| 10              | P  | 19 |                                | André Wicky Jean de Mortemart            | Porsche 910          | 117 |
| 11              | GT | 29 |                                | Helmut Kelleners Jürgen Neuhaus          | Porsche 911T         | 111 |
| 12              | P  | 28 | Porsche System                 | Herbert Linge Robert Buchet              | Porsche 908          | 109 |
| 13              | GT | 23 |                                | Guy Chasseuil Claude Ballot-Léna         | Porsche 911S         | 108 |
| 14              | P  | 24 |                                | Mark Konig Tony Lanfranchi               | Nomad Mk.1           | 106 |
| 15              | GT | 27 |                                | Willy Meier Jacques Rey                  | Porsche 911T         | 106 |
| 16              | GT | 26 |                                | Jean-Claude Parot Emmanuel Charboneaux   | Porsche 911T         | 101 |
| 17              | P  | 33 |                                | Jean-Luc Thérier Maurice Nussbaumer      | Alpine A110          | 101 |
| 18              | P  | 34 |                                | René Ligonnet Max Jean                   | Moynet XS            | 84  |
| 19              | P  | 25 | John Bridges                   | John Bridges John Lepp                   | Chevron B8           | 81  |
| 20              | P  | 20 |                                | Alan Rollinson David Prophet             | Porsche 910          | 80  |
| Ausgefallen     |    |    |                                |                                          |                      |     |
| 21              | S  | 6  | Piper Racing                   | David Piper Richard Attwood              | Ferrari 412P         | 38  |
| 22              | P  | 22 | Racing Team VDS                | André Pilette Rob Slotemaker             | Alfa Romeo T33/2 2.5 | 20  |
| 23              | P  | 11 | Matra Sports                   | Jean-Pierre Beltoise Johnny Servoz-Gavin | Matra MS630          | 14  |
| 24              | S  | 1  | Sports Cars Unlimited          | Ulf Norinder Robin Widdows               | Lola T70 Mk.3 GT     |     |
| 25              | S  | 2  | Jean-Michel Giorgi             | Jean-Michel Giorgi Edward Nelson         | Lola T70 Mk.3 GT     |     |
| 26              | S  | 3  | José Juncadella                | José Juncadella Francisco Godia-Sales    | Ford GT40            |     |
| 27              | GT | 7  |                                | Jean-Pierre Hanrioud Bob Neyret          | Ferrari 275 GTB      |     |
| 28              | S  | 8  | Scuderia Filipinetti           | Sylvain Garant Herbert Müller            | Ferrari 250LM        |     |
| 29              | P  | 17 |                                | Gerhard Koch Dieter Glemser              | Porsche 910          |     |
| 30              | S  | 21 |                                | William Bradley Tony Dean                | Porsche 906          |     |
| 31              | P  | 30 | John Lepp                      | Brian Redman Cyd Williams                | Chevron B8           |     |
| 32              | GT | 36 | Jean-Pierre Gaban              | Jean-Pierre Gaban Claude Haldi           | Porsche 911T         |     |
| Nicht gestartet |    |    |                                |                                          |                      |     |
| 33              | GT | 35 | Porsche System                 | Herbert Linge Robert Buchet              | Porsche 911S         | 1   |
| 34              | P  | 31 |                                | Georges Houel François Mazet             | Alpine A110          | 2   |
| 35              | GT | 32 |                                | François Cevert Jean-Claude Cremer       | Alpine A110          | 3   |

1 Trainingswagen
2 nicht qualifiziert
3 nicht qualifiziert

### Nur in der Meldeliste
Hier finden sich Teams, Fahrer und Fahrzeuge die ursprünglich für das Rennen gemeldet waren, aber aus den unterschiedlichsten Gründen daran nicht teilnahmen.
| Pos. | Klasse | Nr. | Team | Fahrer                       | Chassis     |
| ---- | ------ | --- | ---- | ---------------------------- | ----------- |
| 36   | S      | 26  |      | Alain Finkel Pierre Maublanc | Porsche 906 |

### Klassensieger
| Klasse | Fahrer           | Fahrer         | Fahrzeug     | Platzierung im Gesamtklassement |
| ------ | ---------------- | -------------- | ------------ | ------------------------------- |
| P      | Hans Herrmann    | Rolf Stommelen | Porsche 908  | Gesamtsieg                      |
| S      | Peter Sadler     | Willie Green   | Ford GT40    | Rang 3                          |
| GT     | Helmut Kelleners | Jürgen Neuhaus | Porsche 911T | Rang 11                         |

### Renndaten
- Gemeldet: 36
- Gestartet: 32
- Gewertet: 20
- Rennklassen: 3
- Zuschauer: unbekannt
- Wetter am Renntag: unbekannt
- Streckenlänge: 7,819 km
- Fahrzeit des Siegerteams: 6:12:20,100 Stunden
- Gesamtrunden des Siegerteams: 128
- Gesamtdistanz des Siegerteams: 1001,088 km
- Siegerschnitt: 161,320 km/h
- Pole Position: David Piper – Ferrari 412P (#6) – 2:43,800
- Schnellste Rennrunde: Vic Elford – Porsche 908 (#14) – 2:46,200 – 169,407 km/h
- Rennserie: zählte zu keiner Rennserie